# Jockgrim
Jockgrim – miejscowość i gmina w Niemczech, w kraju związkowym Nadrenia-Palatynat, w powiecie Germersheim, siedziba gminy związkowej Jockgrim.

## Współpraca
Miejscowość partnerska:
- Stolpen, Saksonia